# Eurypteryx bhaga
Eurypteryx bhaga là một loài bướm đêm thuộc họ Sphingidae.
Sải cánh dài 82–84 mm. Nó rất giống với Daphnis.

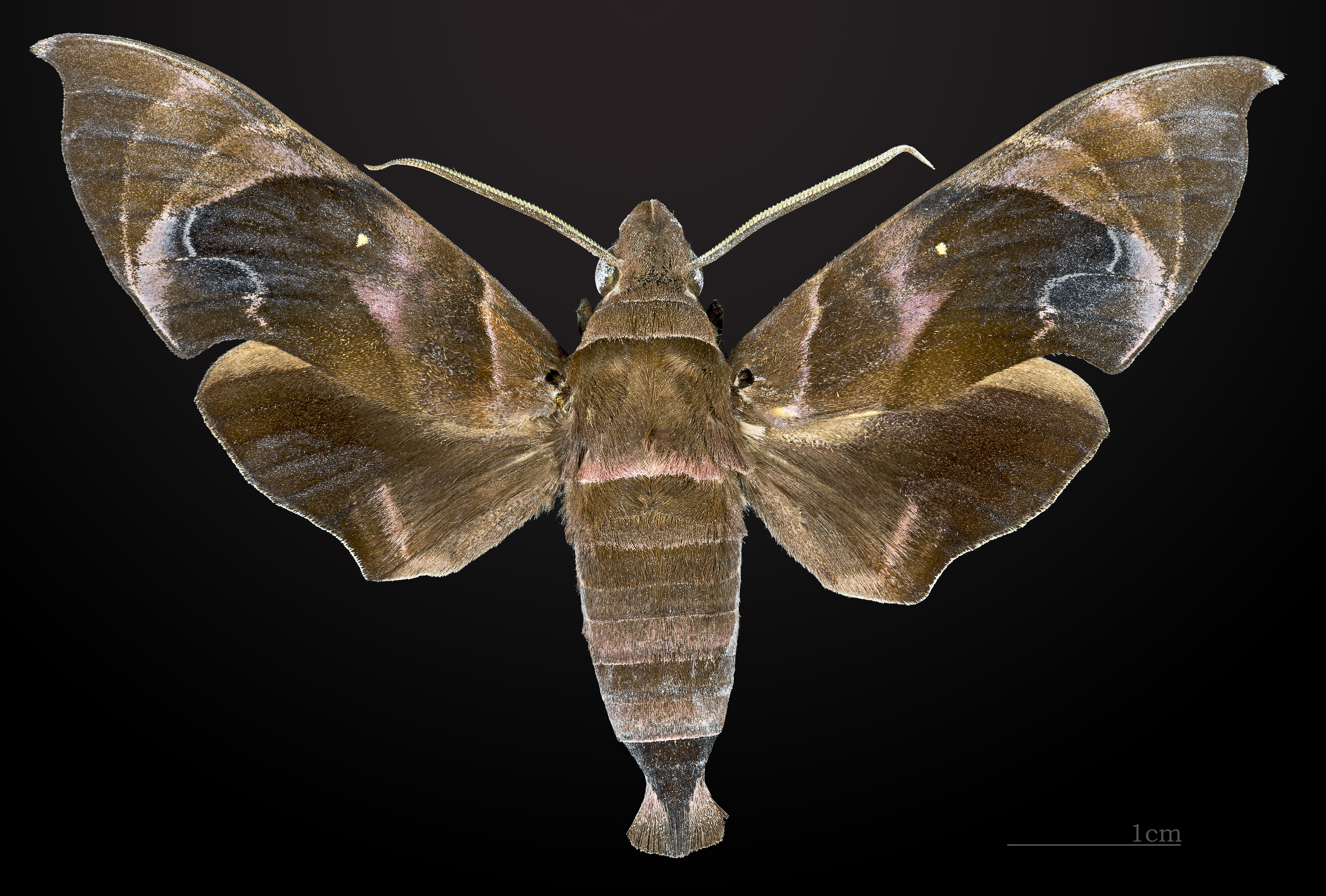
♂
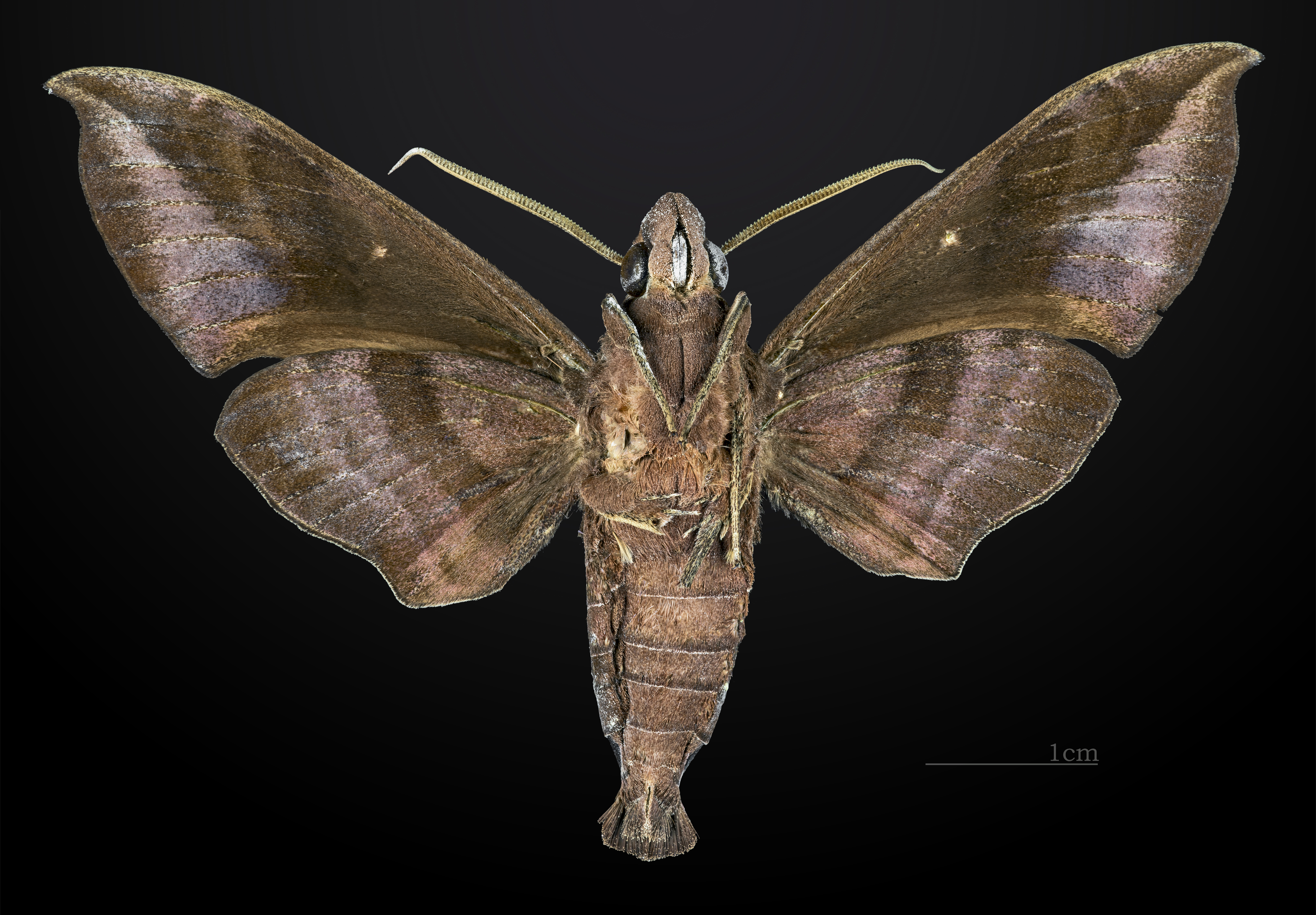
♂ △
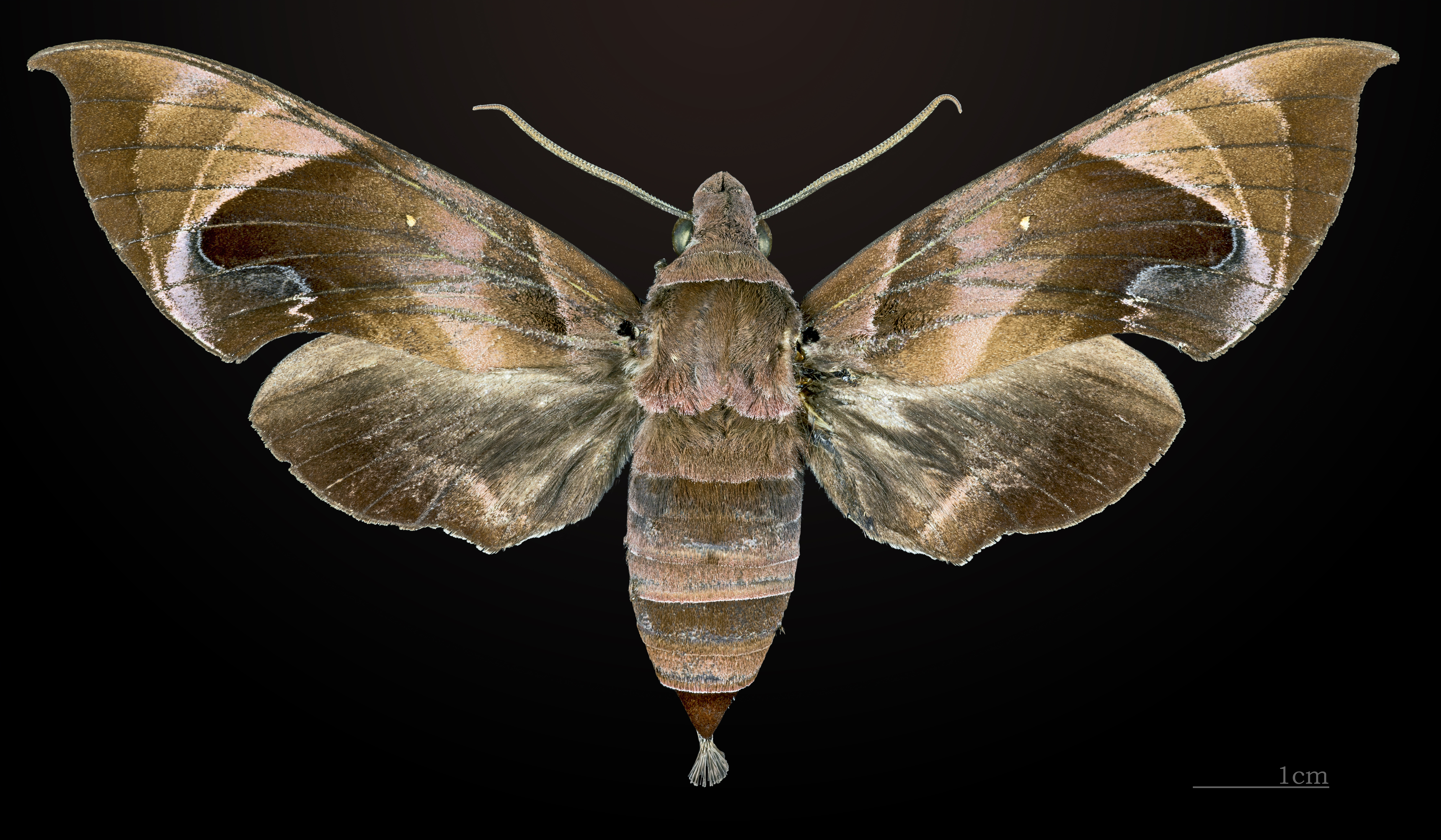
♀
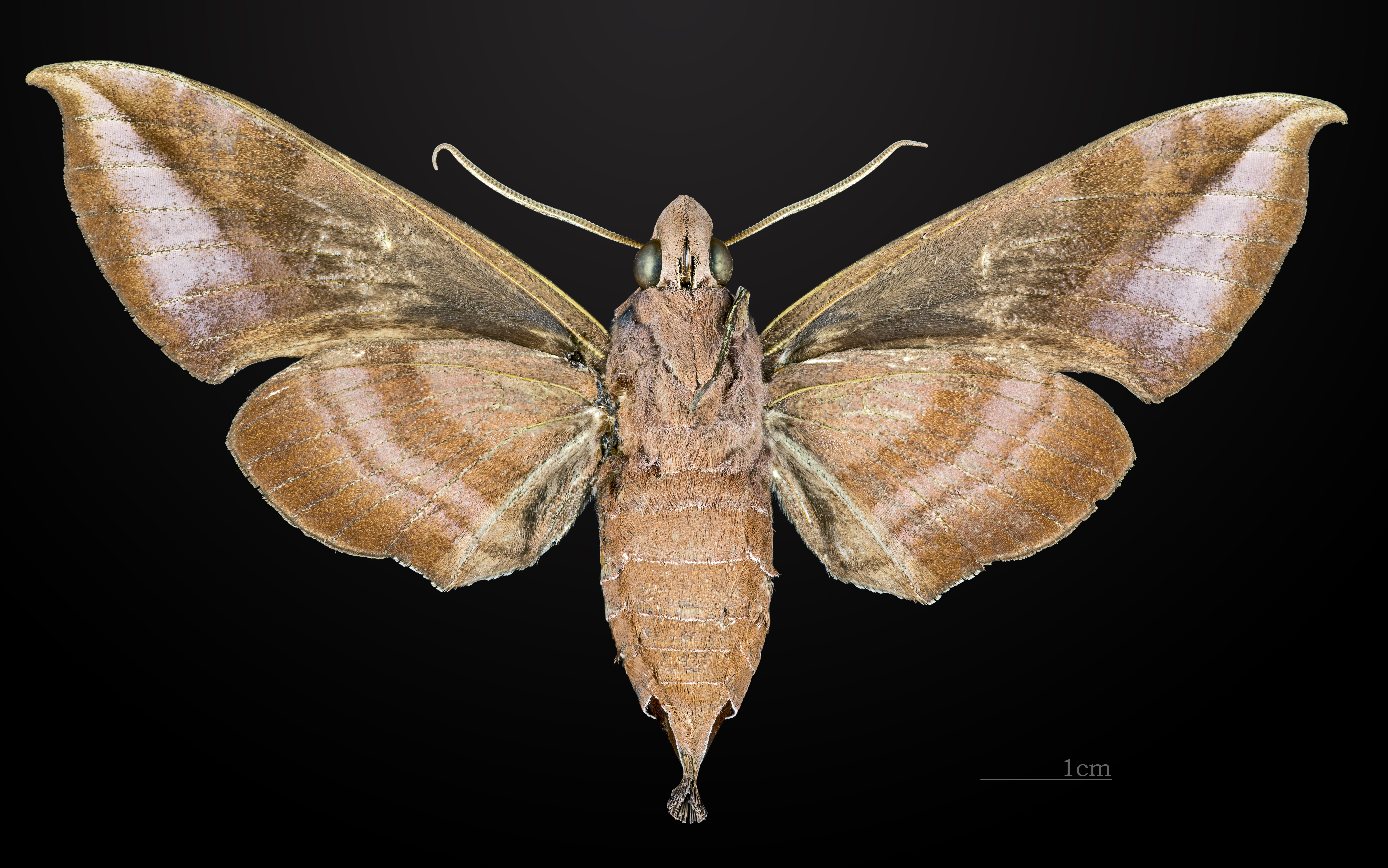
♀ △

Nó được tìm thấy ở Nepal, đông bắc Ấn Độ, từ tây nam tới miền trung Trung Quốc, Thái Lan, Malaysia (Peninsular, Sarawak) và Indonesia (Sumatra, Java, Kalimantan).
The larvae feed on Alstonia species.